# Waldemar Chiarelli
Waldemar Chiarelli (São Paulo, 4 de março de 1936 — Desconhecido) foi um futebolista brasileiro que atuou como goleiro.

## Carreira
Filho do italiano Francisco Chiarelli e da portuguesa Zulmira da Costa, começou a jogar futebol aos 14 anos, no Azul Clube. De lá, foi para o juvenil do São Bento de São Caetano, onde se destacou e foi levado à base do São Paulo Futebol Clube, em 1954. Na base Tricolor, foi campeão juvenil em 1954 e 1956.
Já em 1956, subiu ao profissional, e ficou no clube até 1958. Foi campeão paulista em 1957, sendo reserva de José Poy e atuando em 5 jogos da campanha.
Em 1958, se transferiu por empréstimo para o Náutico. Estreou em 20 de julho, na vitória do Alvirrubro sobre o Campinense por 2 x 1.
Em 10 de agosto de 1958, na partida entre Náutico e América disputado no Estádio dos Aflitos, pelo Campeonato Pernambucano de 1958, Waldemar fez um gol contra ao tentar fazer o giro para devolver a bola com a mão, perdeu o domínio do corpo e não conseguiu evitar que a pelota caísse dentro da própria rede.
Em 1959, disputou como titular o Campeonato Sul-Americano pela Seleção Brasileira, realizado em Guaiaquil, no Equador, onde Pernambuco foi escolhido para representar o Brasil, na seleção que recebeu o apelido de "Cacareco".
No mesmo ano, foi vice-campeão no Campeonato Brasileiro de Seleções, com a Seleção Pernambucana.
Em 1960, Waldemar teve participação decisiva na conquista do título de campeão pernambucano pelo Náutico.
Em 1963, Waldemar só participou de sete das 27 partidas realizadas pelo time dos Aflitos e foi dispensado naquele ano.
Em Pernambuco, Waldemar defendeu ainda o Santa Cruz e o Central, tendo brilhado também no Treze, de Campina Grande/PB.

### Títulos
São Paulo
- Campeonato Paulista: 1957[7]

Náutico
- Campeonato Pernambucano: 1960, 1963